# センチュリオン (アニメ)
『センチュリオン』（原題：Centurions）は、ルビー・スピアーズ・エンタープライズが制作したアメリカ合衆国のテレビアニメ。アメリカでは1986年4月7日から12月12日までに全65話が放送された。

## 概要
当時、日本国内向けに制作を行っていた日本サンライズが本格的に海外企業との制作作業を行ったテレビシリーズであり、1986年に制作・放送が行われた。
本作は後に『機甲戦記ドラグナー』、『魔神英雄伝ワタル』、『勇者シリーズ』、『新世紀GPXサイバーフォーミュラ』などを手掛けるサンライズ第7スタジオの初作品であり、福田己津央を含めた一部のスタッフは『ドラグナー』へと制作をスライドした。
放送期間中はケナー・プロダクツから多数の玩具、DCコミックスからはコミック版が展開された。
現在はワーナー・ブラザースが本作の版権を所有している。

## ストーリー
21世紀、サイボーグの科学者であるドック・テラーは仲間のハッカーと共に世界征服に乗り出し、人々を自分が作成したサイボーグ軍団の奴隷とするべく行動を開始した。これに対抗する形で特殊チームのセンチュリオンがエクソフレームというパワードスーツとメカを装着し、迎撃を行う。
こうして、センチュリオンとドック・テラーの地球の命運をかけた戦いの火蓋が切って落とされたのであった。

## 登場キャラクター

### センチュリオン
マックス・レイ
声 - パット・フレイリー
海上作戦など海や水中での行動を専門とするセンチュリオンのリーダー。戦闘時は緑色のエクソフレームを着用する。
ジェイク・ロックウェル
声 - ヴィンス・エドワーズ
陸上作戦など陸地での行動を専門とするセンチュリオンの戦士。戦闘時は黄色のエクソフレームを着用する。
エース・マクラウド
声 - ニール・ロス
航空作戦など空中での行動を専門とするセンチュリオンの戦士。戦闘時は青色のエクソフレームを着用する。
レックス・チャージャー
声 - ロバート・リッジリー
途中から加入したセンチュリオンの追加戦士。戦闘時は赤と薄緑色のエクソフレームを着用する。
ジョン・サンダー
声 - マイケル・ベル
途中から加入したセンチュリオンの追加戦士。戦闘時は他とは異なる肌が露出する仕様の黒色のエクソフレームを着用する。
クリスタル・ケイン
声 - ダイアン・パーシング
センチュリオンの紅一点である女性オペレーター。

### 悪役
ドック・テラー
声 - ロン・ファインバーグ
世界征服を企むサイボーグの科学者。かつては学術審議会の会員であり全ての人間をサイボーグへと変換する計画を発表したが、周りから警告を受けて追放処分となる。その後、ハッカーと出会い自身の計画を実行するが、後述の事故が発生し重傷を負ったことで自身の肉体をサイボーグ化することで生還。ハッカーと共に世界征服へと乗り出した。
ハッカー
声 - エド・ギルバート
ドック・テラーと共に行動する手下。元々は犯罪者であり、警察から逃れたところでドック・テラーと出会ったことで実験協力による金の提供の契約を持ちかけられ、これに承諾。実験の結果、サイボーグとなったが自身の選択に後悔しドック・テラーに元の姿に戻す提案をするが、それが不可能だと告げられて癇癪を起こしたものの、その後もサイボーグ化したドック・テラーと行動を共にしている。

## スタッフ
- 制作総指揮 - ジョー・ルビー、ケン・スピアーズ
- プロデューサー - ラリー・フーバー
- シリーズ構成 - テッド・ペダーセン
- 音楽 - ウディ・ハーパズ
- 原画 - 磯光雄（表記なし[1]）
- キャラクターデザイン・作画監督 - 塩山紀生（表記なし）
- 演出助手 - 福田満夫（表記なし[2]）
- アニメーション制作 - 日本サンライズ（表記なし[3][4]）
- 製作 - ルビー・スピアーズ・エンタープライズ

## 放映リスト
第1話から第5話は1986年9月15日 - 9月19日に再放送を実施。
| #  | サブタイトル                        | 放送日        |
| -- | ----------------------------------- | ------------- |
| 1  | The Sky Is on Fire                  | 1986年 4月7日 |
| 2  | Battle Beneath the Sea              | 4月8日        |
| 3  | An Alien Affair                     | 4月9日        |
| 4  | Found: One Lost World               | 4月10日       |
| 5  | Sand Doom                           | 4月11日       |
| 6  | Whalesong                           | 9月22日       |
| 7  | Tornado of Terror                   | 9月23日       |
| 8  | Denver Is Down                      | 9月24日       |
| 9  | Micro Menace                        | 9月25日       |
| 10 | Attack of the Plant-Borg            | 9月26日       |
| 11 | Battle Beneath the Ice              | 9月29日       |
| 12 | Operation Starfall                  | 9月30日       |
| 13 | Let the Games Begin                 | 10月1日       |
| 14 | Firebird                            | 10月2日       |
| 15 | Cold Calculations                   | 10月3日       |
| 16 | Return of Captain Steele            | 10月6日       |
| 17 | Three Strikes and You're Dead       | 10月7日       |
| 18 | Double Agent                        | 10月8日       |
| 19 | Child's Play                        | 10月9日       |
| 20 | Terror on Ice                       | 10月10日      |
| 21 | That Old Black Magic                | 10月13日      |
| 22 | Max Ray...Traitor                   | 10月14日      |
| 23 | Crack the World                     | 10月15日      |
| 24 | The Incredible Shrinking Centurions | 10月16日      |
| 25 | Live at Five                        | 10月17日      |
| 26 | The Mummy's Curse                   | 10月20日      |
| 27 | Counterclock Crisis                 | 10月21日      |
| 28 | Zombie Master                       | 10月22日      |
| 29 | Malfunction                         | 10月23日      |
| 30 | Broken Beams                        | 10月24日      |
| 31 | The Chameleon's Sting               | 10月27日      |
| 32 | Film at Eleven                      | 10月28日      |
| 33 | Hacker Must Be Destroyed            | 10月29日      |
| 34 | Showdown at Skystalk                | 10月30日      |
| 35 | The Warrior                         | 10月31日      |
| 36 | Return of Cassandra                 | 11月3日       |
| 37 | Night on Terror Mountain            | 11月4日       |
| 38 | Merlin                              | 11月5日       |
| 39 | The Monsters from Below             | 11月6日       |
| 40 | The Road Devils                     | 11月7日       |
| 41 | Zone Dancer                         | 11月10日      |
| 42 | Firecracker                         | 11月11日      |
| 43 | Traitors Three                      | 11月12日      |
| 44 | You Only Love Twice                 | 11月13日      |
| 45 | Sungrazer                           | 11月14日      |
| 46 | Novice                              | 11月17日      |
| 47 | Breakout                            | 11月18日      |
| 48 | Atlantis Adventure, Part I          | 11月19日      |
| 49 | Atlantis Adventure, Part II         | 11月20日      |
| 50 | Ghost Warrior                       | 11月21日      |
| 51 | Let the Lightning Fall              | 11月24日      |
| 52 | Cyborg Centurion                    | 11月25日      |
| 53 | Day of the Animals                  | 11月26日      |
| 54 | To Dare Dominion, Part I            | 11月27日      |
| 55 | To Dare Dominion, Part II           | 11月28日      |
| 56 | Hole in the Ocean, Part I           | 12月1日       |
| 57 | Hole in the Ocean, Part II          | 12月2日       |
| 58 | The Better Half, Part I             | 12月3日       |
| 59 | The Better Half, Part II            | 12月4日       |
| 60 | Revenge                             | 12月5日       |
| 61 | Man or Machine, Part 1              | 12月8日       |
| 62 | Man or Machine, Part 2              | 12月9日       |
| 63 | Man or Machine, Part 3              | 12月10日      |
| 64 | Man or Machine, Part 4              | 12月11日      |
| 65 | Man or Machine, Part 5              | 12月12日      |